# Швандорф (район)
Швандорф (нім. Schwandorf) — район у Німеччині, у складі округу Верхній Пфальц федеральної землі Баварія. Адміністративний центр — місто Швандорф.

## Населення
Населення району становить 148 477 осіб (станом на 31 грудня 2020).

## Адміністративний поділ
Район складається з 10 міст (нім. Städte), 6 торговельних громад (нім. Märkte) та 17 громад (нім. Gemeinden):
| Міста 1. Бургленгенфельд (13970) 2. Максгютте-Гайдгоф (11817) 3. Наббург (6173) 4. Ніттенау (9053) 5. Нойнбург-форм-Вальд (8345) 6. Оберфіхтах (5019) 7. Пфраймд (5301) 8. Тойбліц (7683) 9. Швандорф (29020) 10. Шензе (2387) Торговельні громади 1. Брук-ін-дер-Оберпфальц (4430) 2. Вернберг-Кебліц (5678) 3. Вінкларн (1373) 4. Нойкірхен-Бальбіні (1128) 5. Шварцгофен (1422) 6. Шварценфельд (6319) Громади 1. Альтендорф (846) 2. Боденвер (4333) 3. Вайдінг (450) 4. Ваккерсдорф (5371) 5. Гляйріч (635) 6. Гутенек (824) 7. Дітерскірхен (994) 8. Нідермурах (1255) 9. Танштайн (958) 10. Тойнц (1829) 11. Траусніц (950) 12. Фенстербах (2380) 13. Шварцах-бай-Наббург (1403) 14. Шмідгаден (2974) 15. Штадлерн (520) 16. Штайнберг-ам-Зе (2006) 17. Штульн (1631) | Об'єднання громад 1. Ваккерсдорф (громади Штайнберг-ам-Зе та Ваккерсдорф) 2. Наббург (місто Наббург, громади Альтендорф та Гутенек) 3. Нойнбург-форм-Вальд (торговельні громади Нойкірхен-Бальбіні та Шварцгофен, громади Дітерскірхен та Танштайн) 4. Оберфіхтах (торговельна громада Вінкларн, громади Гляйріч, Нідермурах та Тойнц) 5. Пфраймд (місто Пфраймд та громада Траусніц) 6. Шензе (місто Шензе, громади Штадлерн та Вайдінг) 7. Шварценфельд (торговельна громада Шварценфельд, громади Шварцах-бай-Наббург та Штульн) |

Дані про населення наведені станом на 31 грудня 2020.